# Francisco Gómez Hernández
 Francisco Gómez Hernández, of kortweg Paco Gómez, (Jacarilla, 1959) was van 2003 tot en met 2014 voorzitter van de Spaanse voetbalclub FC Cartagena. Zijn doelstelling was om de ploeg te laten doorgroeien naar de Primera División. De eerste stap werd tijdens het seizoen 2008-2009 gezet met de kampioenstitel in Segunda División B en de daaropvolgend gewonnen eindronde.  Ook het eerste seizoen in Segunda División A werd met een mooie vijfde plaats afgesloten.  Maar dan ging het snel bergaf.  Daar waar het tweede seizoen nog op de dertiende plek werd afgeklokt, was de twintigste plaats tijdens het derde seizoen synoniem voor degradatie.  Dit zou Paco Gomez niet meer te boven komen en in 2014 werd de ploeg overgedragen aan de onderneming Sporto Gol Man 2020 SL.
Daarnaast is Hernández zakenman, waarbij hij onder meer eigenaar is van "Bodegas Francisco Gómez" en bouw- en vastgoedgroep "Grupo Invercón".